# Kalinowscy

Kalinowa – herb szlachecki

Kalinowski (Kalinowska, Kalinowscy) – polskie nazwisko, które w 2002  nosiło w Polsce 32 470 osób.

## Etymologia
Nazwisko pierwszy raz wzmiankowane w 1400 (Cristinum Kalinowsky). Nazwa Kalinowski należy do grupy nazwisk odmiejscowych, powstała poprzez dodanie formantu -ski do nazwy miejscowej Kalinów, Kalinowo, Kalinowiec.

## Rody szlacheckie
- Kalinowski herbu Kalinowa[4]
- Kalinowski herbu Korwin
- Kalinowski herbu Lubicz
- Kalinowski herbu Ślepowron
- Kalinowski herbu Topór
- Kalinowski herbu Trójstrzał
- Kalinowski herbu Zaremba
- Kalinowski herbu własnego

### Kalinowski herbu Kalinowa
Kalinowski herbu Kalinowa – szlachecki ród herbu Kalinowa, wywodzący się od Andrzeja (Jędrzeja) Kalinowskiego (?-1531). 
Wybrani przedstawiciele tego rodu:
- Andrzej Kalinowski[4] (?-1531)
- Marcin Kalinowski (?-ok. 1594)
- Walenty Aleksander Kalinowski[4] (?-1620)
- Marcin Kalinowski[4] (ok. 1605–1652)
- Samuel Jerzy Kalinowski[4] (?-1652)
- Marcin Kalinowski (?-ok. 1738)
- Ludwik Kalinowski, podpisywał się «na Sidorowie i Hańsku» – kasztelanic kamieniecki, starosta winnicki i dobrzyniowski, rotmistrz chorągwi pancernej
- Konstanty Kalinowski (ur. 1838 w Mostowlanach - stracony 22 marca 1864 w Wilnie)

Kalinowscy Podolanie; posiadali tam dobra dziedziczne Husiatyn. Przenieśli się potém do województwa bracławskiego, Humań odziedziczywszy. (...)